# Pavle Vagić
Pavle Vagić (cyr. Павле Вагић, ur. 24 stycznia 2000 w Malmö) – szwedzko-serbski piłkarz, grający na pozycji defensywnego pomocnika w Rosenborg BK. Młodzieżowy reprezentant Szwecji.

## Klub

### Malmö FF
Zaczynał karierę w Malmö FF, gdzie zaczął grać w wieku 6 lat. W tym zespole zadebiutował 29 października 2017 roku w meczu przeciwko IK Sirius (0:4 dla Malmö). Na boisko wszedł w 64. minucie, zastępując kontuzjowanego Carlosa Standberga. Pierwszą asystę zaliczył 24 maja 2021 roku w meczu przeciwko Örebro SK (1:2 dla klubu Vagicia). Asystował przy golu Erdala Rakipa w 76. minucie. Łącznie zagrał 10 spotkań, w których zaliczył jedną asystę. Z Malmö dwukrotnie zostawał mistrzem Szwecji.

### Jönköpings Södra IF
10 sierpnia 2018 roku został wypożyczony do Jönköpings Södra IF. W tym klubie zadebiutował 13 sierpnia 2018 roku w meczu przeciwko IFK Värnamo (1:3 dla rywali Jönköpings). Vagić na boisku spędził całą pierwszą połowę. Pierwszego gola strzelił 21 października 2018 roku w meczu przeciwko IK Brage (3:2 dla IK). Do siatki trafił w 62. minucie. Łącznie zagrał 12 meczów i strzelił jedną bramkę.

### Mjällby AIF
8 stycznia 2019 roku został wypożyczony do Mjällby AIF. W tym klubie Vagić zadebiutował 8 kwietnia 2019 roku w meczu przeciwko Norrby IF (2:1 dla Norrby). Wszedł na boisko w 55. minucie, zastąpił Jespera Gustavvsona. Pierwszego gola strzelił 5 dni później, w meczu przeciwko Västerås SK (2:1 dla Mjällby). Do siatki trafił w 22. minucie. Łącznie zagrał 10 spotkań, w których strzelił dwie bramki.

### AFC Eskilstuna
15 lipca 2019 roku został wypożyczony do AFC Eskilstuna. Zadebiutował tam 21 lipca 2019 roku w meczu przeciwko IFK Göteborg (1:0 dla IFK). Wszedł na boisko w 75. minucie, zastąpił Samuela Nnamaniego. Pierwszą asystę zaliczył 6 dni później w meczu przeciwko Hammarby IF (1:6 dla rywali zespołu Vagicia). Asystował przy golu Dženisa Kozicy w 12. minucie. Pierwszego gola strzelił 31 sierpnia 2019 roku w meczu przeciwko Örebro SK (3:1 dla Örebro). Do siatki trafił w 45. minucie. Łącznie wystąpił w 5 meczach, strzelił gola i miał asystę.

### Powrót do Jönköpings Södra IF
2 lipca 2020 roku został ponownie wypożyczony do Jönköpings Södra IF. Podczas tego wypożyczenia zagrał 17 meczów.

### Rosenborg BK
12 sierpnia 2021 roku trafił do Rosenborg BK. W norweskim klubie zadebiutował 22 sierpnia 2021 roku w meczu przeciwko Odds BK (5:0 dla Rosenborga). Vagić spędził na boisku 86 minut. Łącznie do 9 lipca 2022 roku zagrał 20 meczów.

## Reprezentacja
W reprezentacji U-15 zagrał jeden mecz.
W U-16 zagrał 8 meczów, strzelił 2 gole i miał asystę.
W kadrze U-17 wystąpił w 9 spotkaniach, w których strzelił 2 gole i miał 3 asysty.
W reprezentacji U-18 zagrał 4 mecze.
W kadrze U-19 zagrał 3 mecze i strzelił jednego gola.
W reprezentacji U-21 zagrał 11 spotkań i miał jedną asystę.